# Amblyrhynchichthys
Amblyrhynchichthys är ett släkte av fiskar. Amblyrhynchichthys ingår i familjen karpfiskar.
Kladogram enligt Catalogue of Life:
| Amblyrhynchichthys | \| \| Amblyrhynchichthys micracanthus \| \| \| \| \| \| Amblyrhynchichthys truncatus \| \| \| \| |
|                    | \| \| Amblyrhynchichthys micracanthus \| \| \| \| \| \| Amblyrhynchichthys truncatus \| \| \| \| |
|                    | Amblyrhynchichthys micracanthus                                                                  |
|                    |                                                                                                  |
|                    | Amblyrhynchichthys truncatus                                                                     |
|                    |                                                                                                  |